# Bh Se Bhade
 (septembre 2017).
Bh Se Bhade (en hindi : भ से भदे) est une série télévisée indienne de comédie dramatique diffusée de 2013 à 2014 sur la chaîne Zee TV. Elle est produite par J.D. Majethia et Aatish Kapadia et met en vedette les acteurs Deven Bhojani, Gulfam Khan, Sarita Joshi, Suchita Trivedi, Atul Parchure,,,,, Varun Khandelwal, Bhavna Khatri et Dushyant Wagh.

## Synopsis
Bhadrakant Devilal Bhade, un homme de 55 ans, a le don de pouvoir prendre n'importe quel problème d'autrui sur lui-même. Il peut même prendre la grossesse d'une femme enceinte durant un certain temps. Mais cet échange se fait à une condition : lorsqu'il se porte mieux, le donneur doit reprendre son problème.
Personne ne sait comment Bhade a développé ce don. Le scénario de la série s'inspire de l'histoire « Bhade » de l'écrivain marathi Vasant Purushottam Kale (en).

## Distribution
- Deven Bhojani : Bhade
- Suchita Trivedi : Sushma Bhade, la femme de Bhade
- Sarita Joshi : Kalyani, la belle-mère de Bhade
- Varun Khandelwal : Sunil, le fils de Bhade
- Bhavna Khatri : Menaka/Khali Khopdi, la belle-fille de Bhade
- Dushyant Wagh : Chunky, la mère de Menaka
- Gulfam Khan : Lata
- Atul Parchure : Bhimsen Ganguly, le patron de Bhade
- Shivangi Singh : Monica
- Subuhi Joshi[14] : Satyawati, la secrétaire de Bhade
- Moorti Persaud : Babli, l'amie de Monica